# 比利·伯克
威廉·艾爾伯特·「比利」·柏克（英語：William Albert "Billy" Burke，1966年11月25日—）或簡稱比利·柏克（英語：Billy Burke），是一名美國男演員。他最著名的是在「暮光之城系列電影」（2008年至2012年）中飾演查理·史旺。其他知名作品如電影《愛情盛宴》（2007年）、《3D怒火狂飆》（2011年）、《血紅帽》（2011年）和《鬼關燈》（2016年）。
2012年至2014年，他在NBC電視劇《末日重生》中擔任主演。2015年，柏克也在CBS電視劇《困獸之地》中出演。

## 外部連結
- 官方网站
- Billy Burke在互联网电影资料库（IMDb）上的資料（英文）
- 在AllMovie上Billy Burke的頁面（英文）
- Billy Burke在阿尔法记忆網站中的相關摘錄